# Адриенна
Адрие́нна (фр. Adrienne) — женское имя
В английском и французском языках женская форма мужского имени Адрие́н -  французский вариант латинского имени "Адриан" («из города Адрия».).
Краткие формы имени: Addie, Rienne, Enne.